# Leucadendron conicum
Espèce
Leucadendron conicum est une espèce de plantes à fleurs de la famille des Proteaceae,. C'est un  arbuste qui fait partie de la forme fynbos. Son aire de répartition indigène est le sud du Cap en Afrique du Sud.

## Répartition et habitat
La plante est originaire du Western Cape et du Eastern Cape, où elle est présente dans les Langeberg, Outeniqua Mountains, Tsitsikamma Mountains, Elandsberg et la plaine de la « Garden Route ».

## Galerie

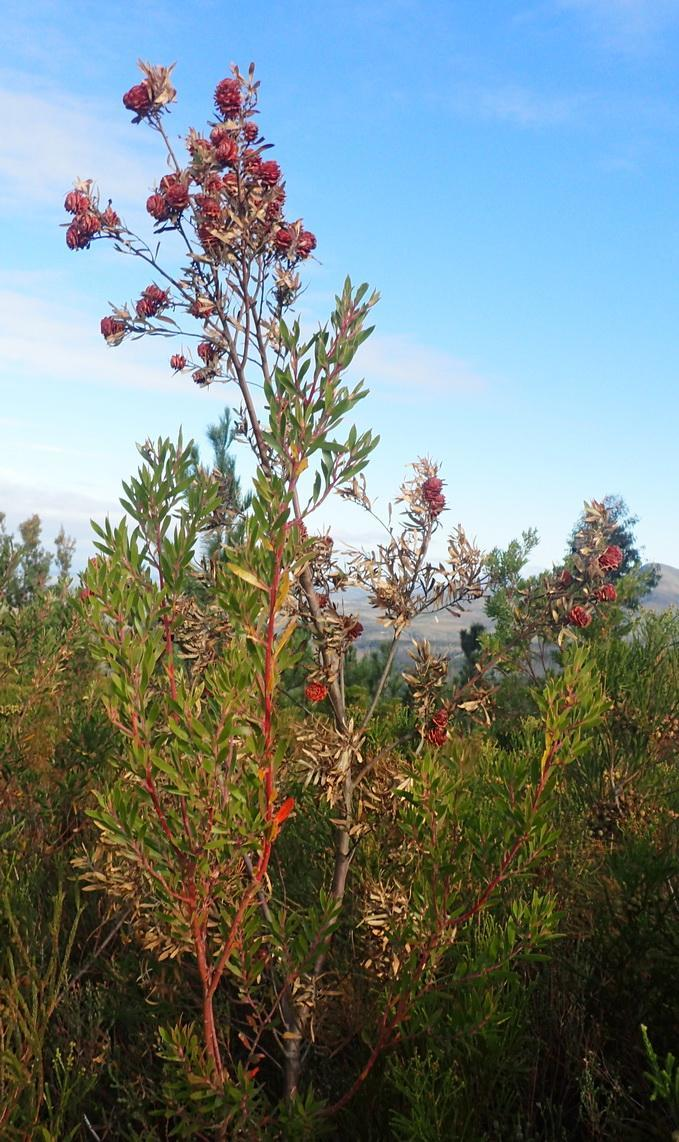
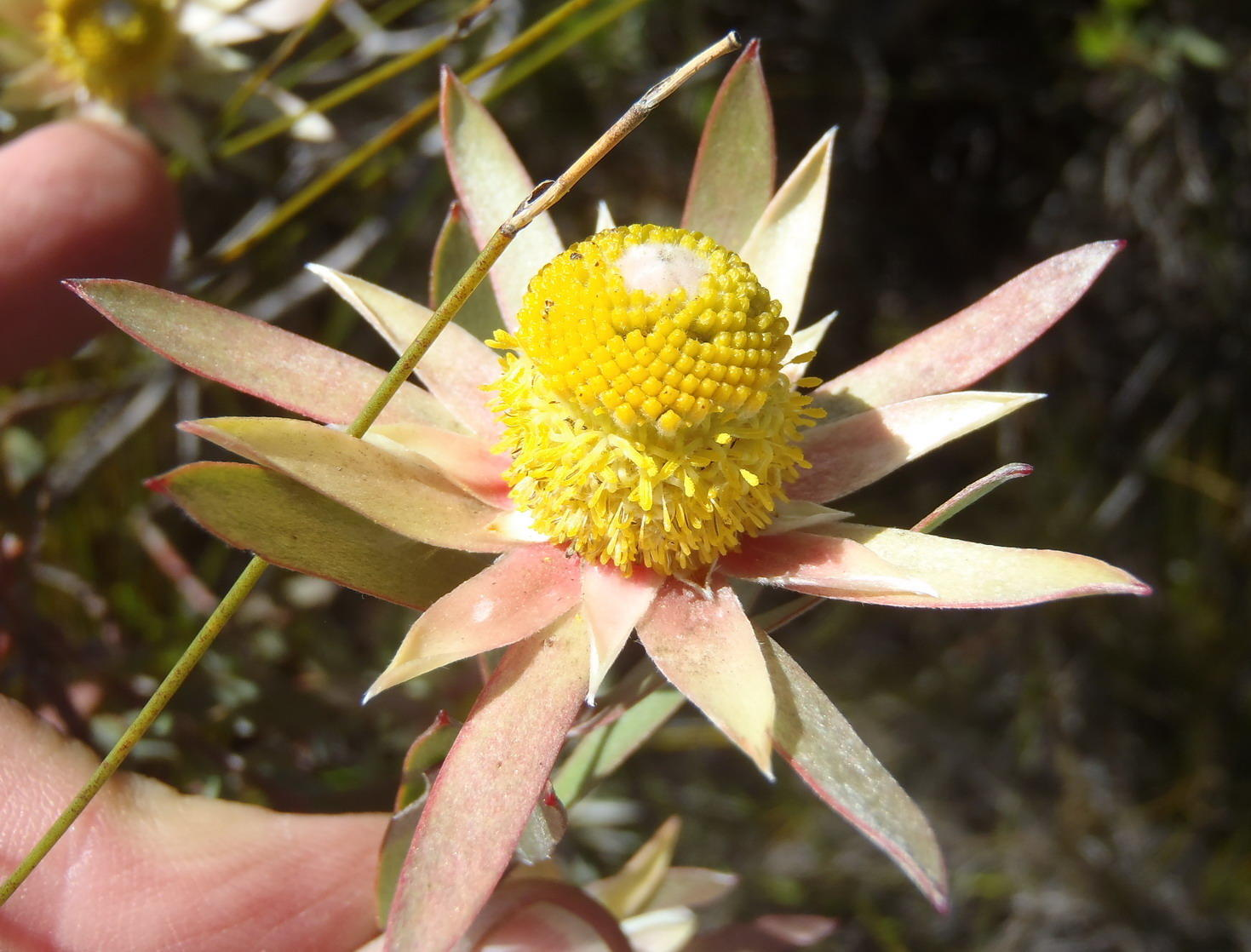
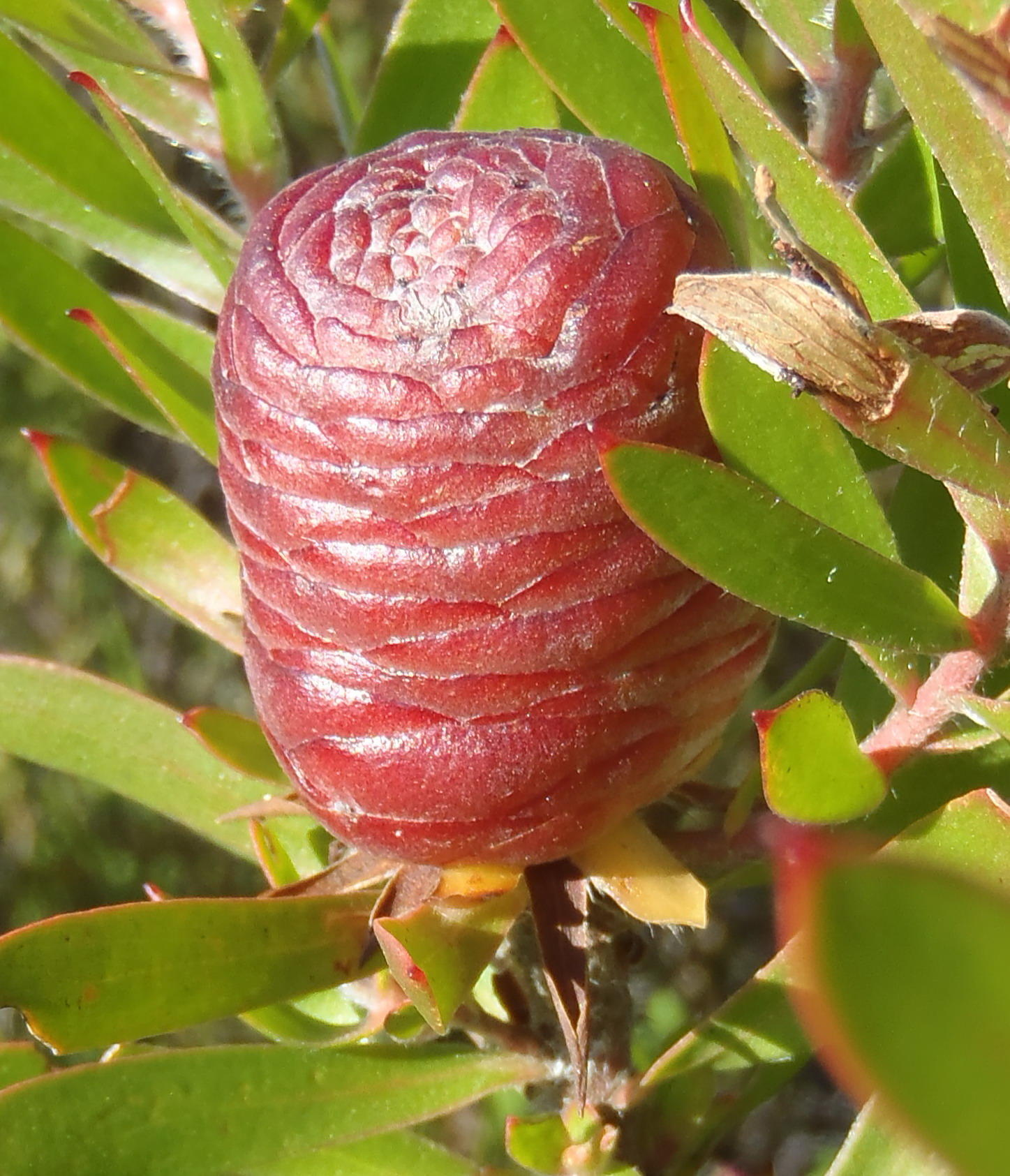
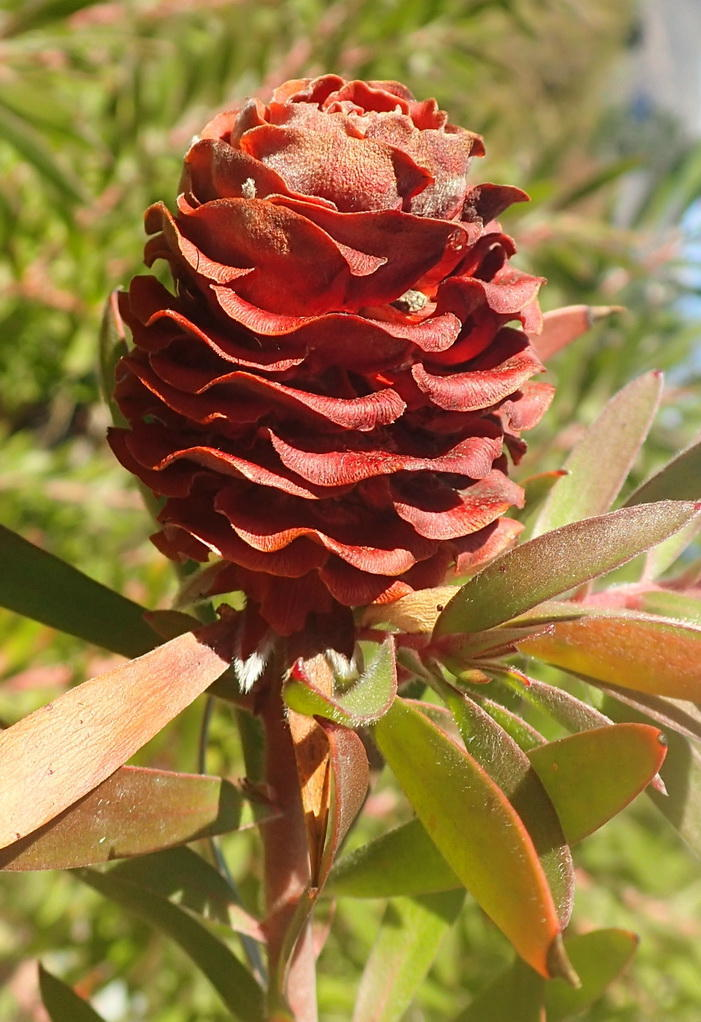
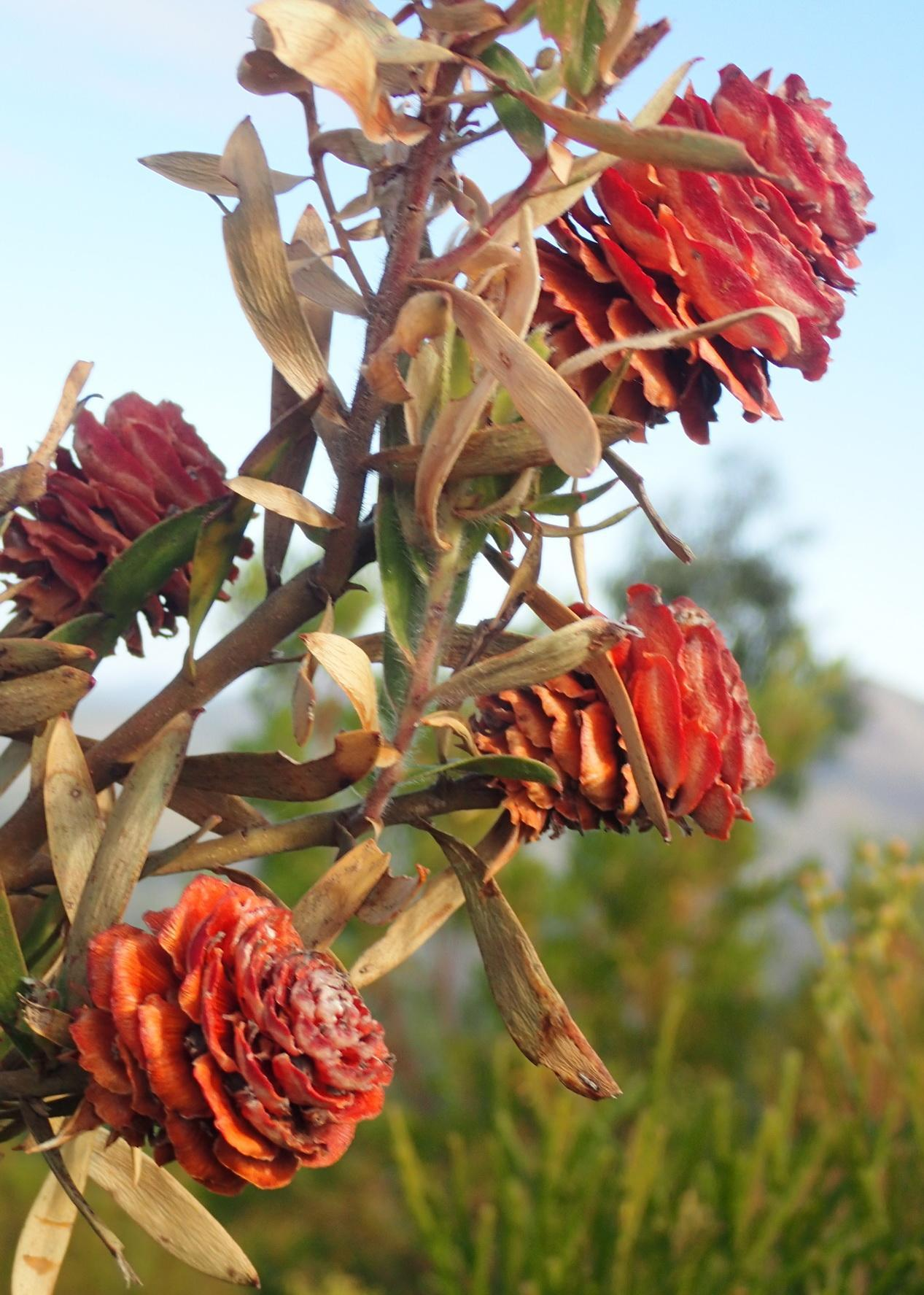
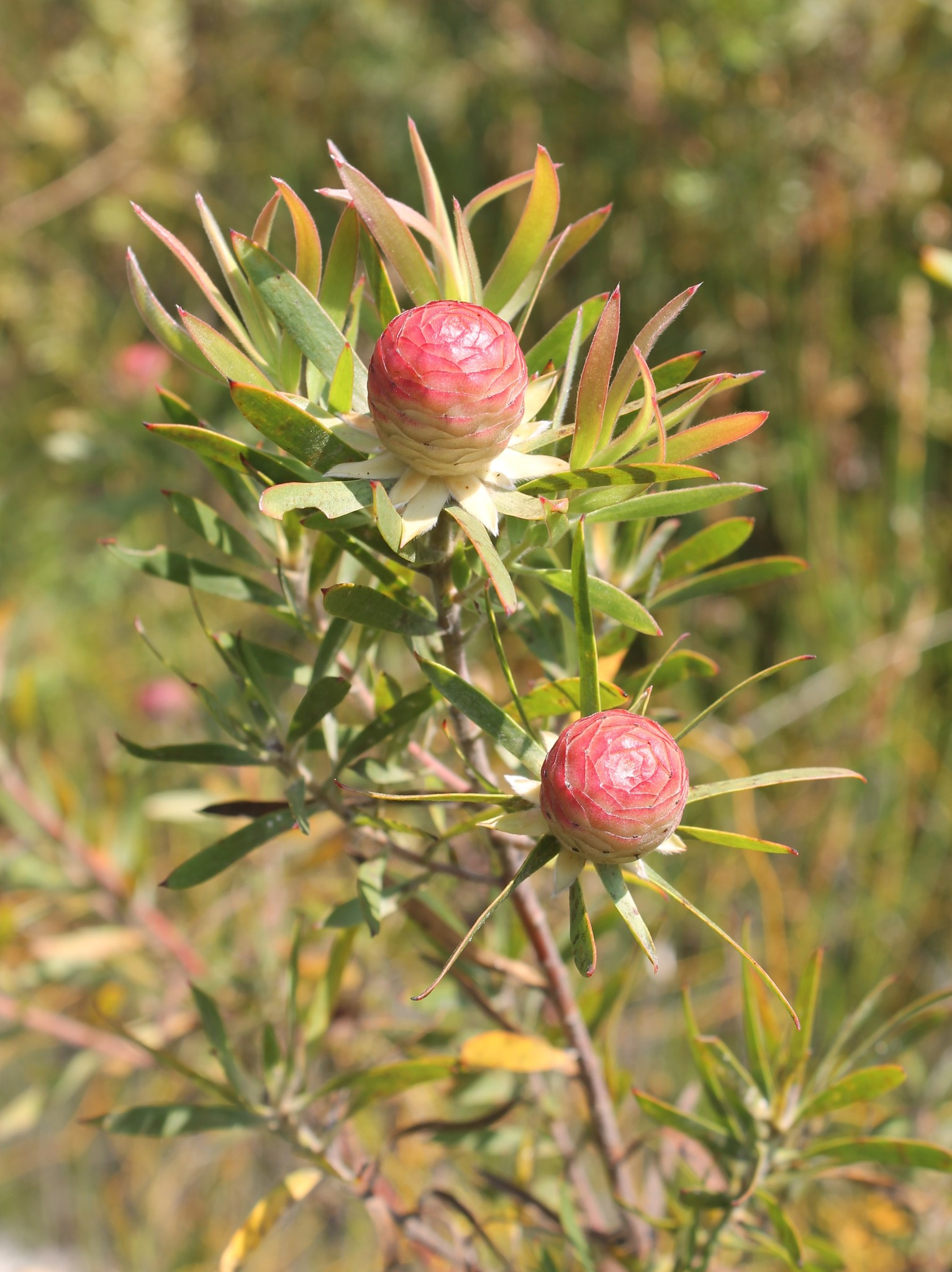
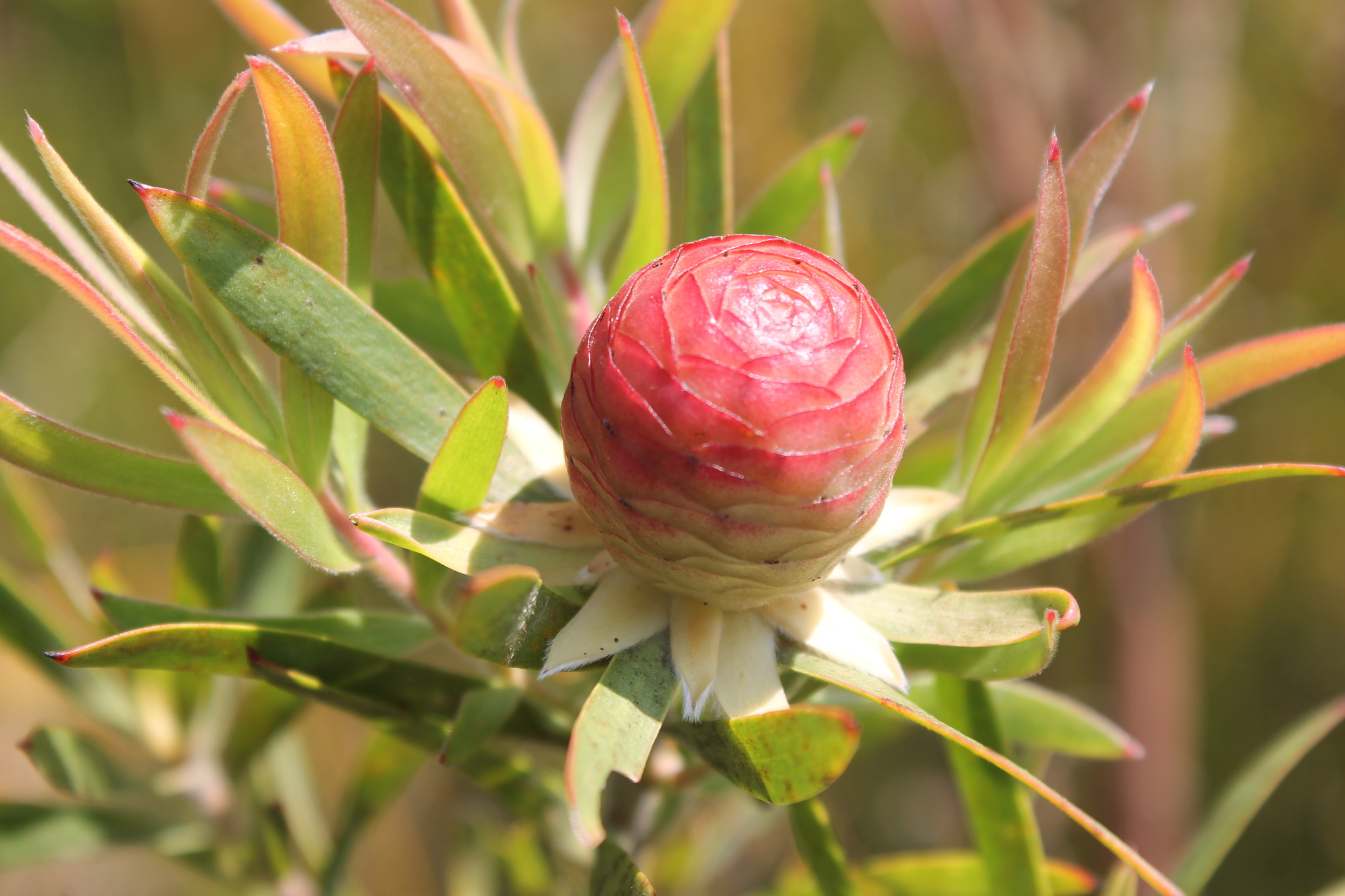

## Systématique
Le nom correct complet (avec auteur) de ce taxon est Leucadendron conicum (Lam.) I.Williams.
L'espèce a été initialement classée dans le genre Protea sous le basionyme Protea conica Lam..
Leucadendron conicum a pour synonymes :
- Leucadendron ramosissimum H.Buek
- Leucadendron ramosissimum H.Buek ex Meisn.
- Protea conica Lam.
- Protea ramosissima (H.Buek ex Meisn.) Kuntze

En afrikaans, il est connu sous le nom de vaaltolbos. L'arbre porte le numéro 78.1 sur la liste nationale des arbres indigènes d'Afrique du Sud.
Il est dénommé garden route conebush en anglais.

### Étymologie
Le nom de genre Leucadendron vient du grec leukos « brillant, blanc » et dendron « arbre ». Son épithète spécifique vient du latin cnus « cône » et du grec konikos « conique ».